# Скеля Лева
Скеля Лева (спрощ.: 狮子山; кит. трад.: 獅子山; піньїнь: Shīzishān; ютпхін: Si1zi2saan1, англ. Lion Rock) — скеля висотою 495 метрів і визначна пам'ятка в Гонконзі. Розташована між Коулуном і Новими територіями. Схожа на лева, за що і була так названа. Скелю видно із багатьох місць Коулуна.
Скеля стала символом Гонконгу в 1970-х роках завдяки популярному телешоу та однойменній пісні «Під Скелею Лева», які зображували життя різнобічних мешканців міста. Також термін «Дух Скелі Лева» був придуманий для позначення стійкості та солідарності міста.

## Історія

### Династія Цін
На сході і заході Скелі Лева за часів династії Цін було побудовано дві дороги: західний шлях з'єднував Ван Тау Хом і Ша-тін, а східний з'єднував Tsz Wan Shan і Tsok Pok Hang. Сьогодні ці стежки використовуються місцевими жителями та туристами для пересування.

### Наказ про перенесення кордонів
У 1668 році була знята заборона на заселення людьми прибережних районів під час наказу про перенесення кордонів, і берегова оборона була посилена. Двадцять один укріплений курган, кожен з яких укомплектований армійським підрозділом, був створений уздовж кордону округу Сіньань, і принаймні п'ять з них були розташовані на території сучасного Гонконгу.
1. Курган Туен Мун, який, як вважають, був побудований на Касл Пік або Кау Кенг Шан і укомплектовувався 50 солдатами.
2. Курган Коулун на самій Скелі Лева.
3. Курган Тай По Тау на північному заході від Старого ринку Тай По, мав 30 солдатів.
4. Курган Ма Цеук Ленг який стояв між сучасними Ша Тау Коком та Фан Лінгом і обслуговувався 50 солдатами.
5. Спостережний пункт Фат Тонг Мун, який імовірно розташовувався на сучасному півострові Тін Ха Шан, і його обслуговували 10 солдатів.

У 1682 році ці сили були реорганізовані та укомплектовані загонами «Армії зеленого стандарту» зі зменшеною чисельністю.

### ХХ століття
Після Другої світової війни та перемоги комуністів у громадянській війні в Китаї, багато людей, які втекли до Гонконгу з континентального Китаю жили в сквотерах у Коулуні, де добре видно Левову скелю. Життя епохи, під час якої Гонконг було відбудовано від бідності, було зображено у телесеріалі 1974 року «Під Левовою скелею». Вважається, що тематична пісня «Below the Lion Rock» у виконанні Романа Тама представляє «дух народу Гонконгу». Назва серіалу та його однойменна тематична пісня з тих пір пов'язана з «Lion Rock Spirit» (кит.: 獅子山下精神), який часто використовується для позначення Гонконгу в цілому.

### Сучасність

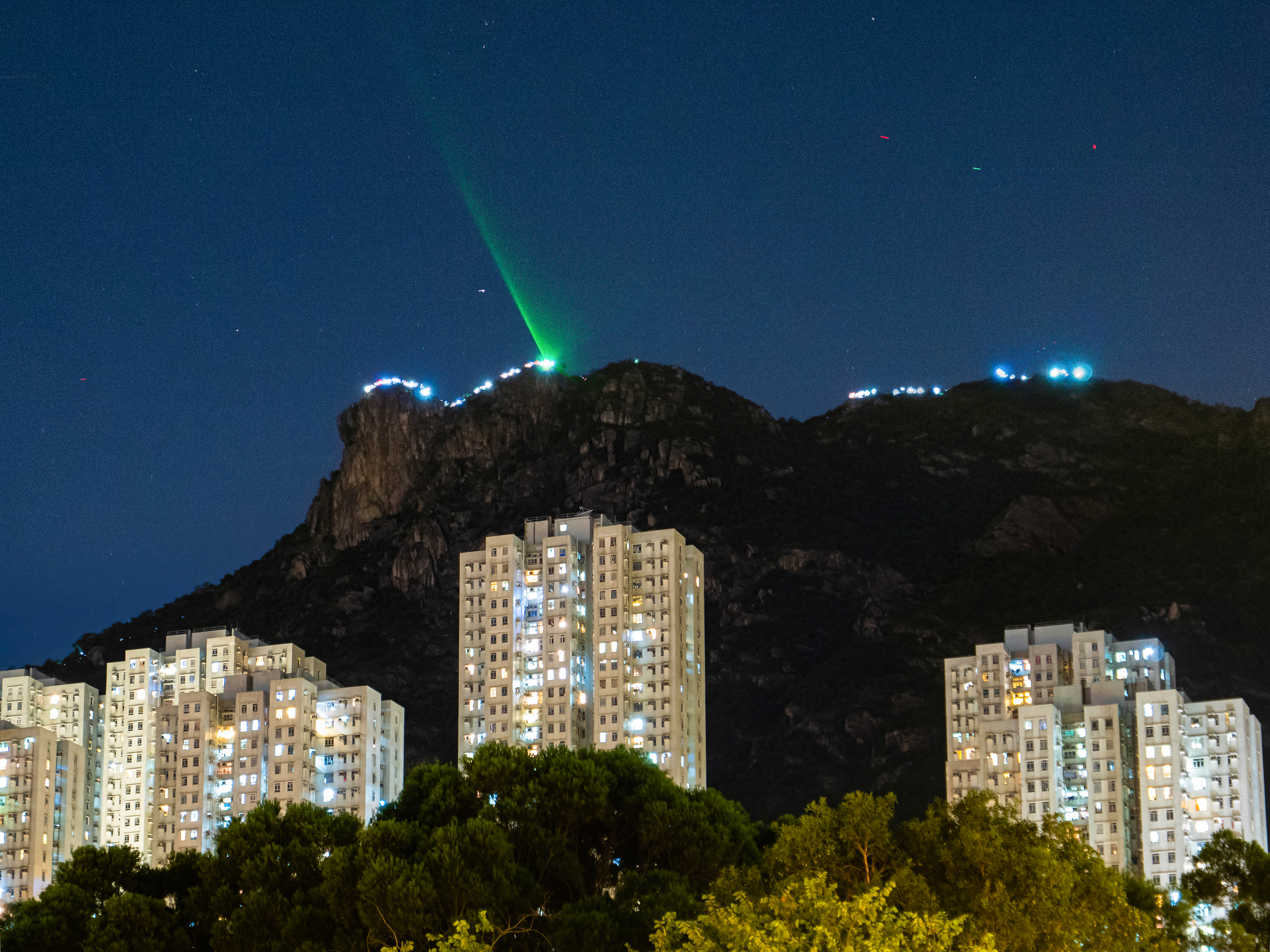
Демонстрація «Людський ланцюг» проти законопроєкту про екстрадицію в Гонконзі 23 серпня 2019 року на Скелі Лева під час протестів у Гонконзі

Банер із написом китайською мовою «Я хочу реального загального виборчого права» (кит.: 我要真普選) був вивішений біля голови «Лева» 23 жовтня 2014 року на знак підтримки тогорічних протестів у Гонконзі. Наступного дня банер був знятий урядом.

## Географія

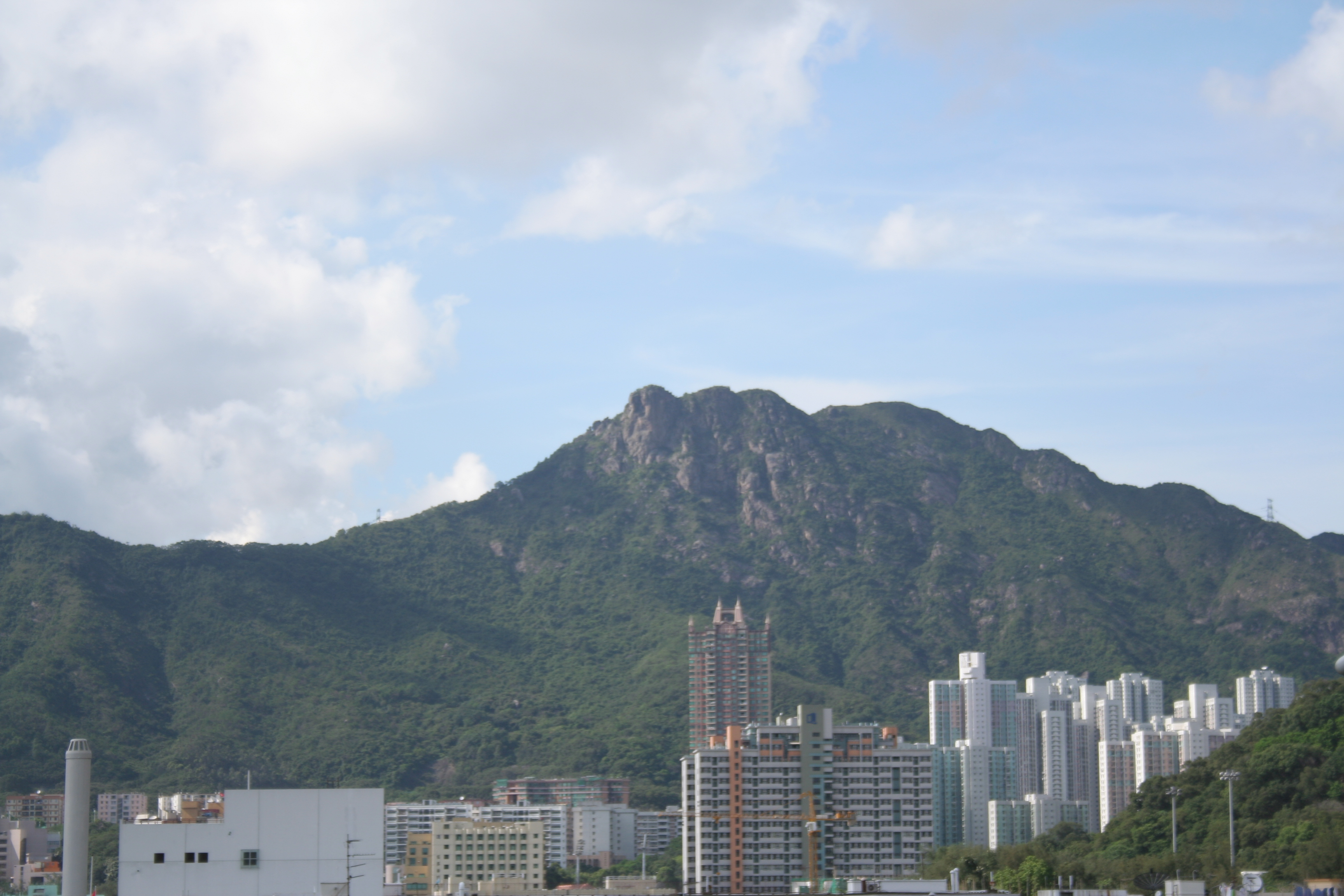
Скеля Лева зі сторони Коулуна у 2006 році

Левова скеля є природною лінією розмежування між Коулуном і Новими територіями. Це в основному гранітна структура, обмежена кількома гірськими масивами Гонконгу. Схил з північного боку відносно пологий, але з південного дуже крутий, вершина гори ще більше нагадує урвище. Вершину гори можна умовно розділити на три вершини, усі з яких мають однакову висоту. З північного та західного боків до скелі прокладені стежки, що з'єднують вершину гори з п'ятою ділянкою стежки Маклехоза. Однак деякі ділянки дороги є небезпечними. Скеля на заході — «голова» лева.

## Туризм
Левова гора є популярною для туризму і альпінізму. За словами уряду Гонконгу, вершина Скелі Лева є однією з 16 «місць високого ризику» для туристів у Гонконзі через її висоту і складності для підняття.

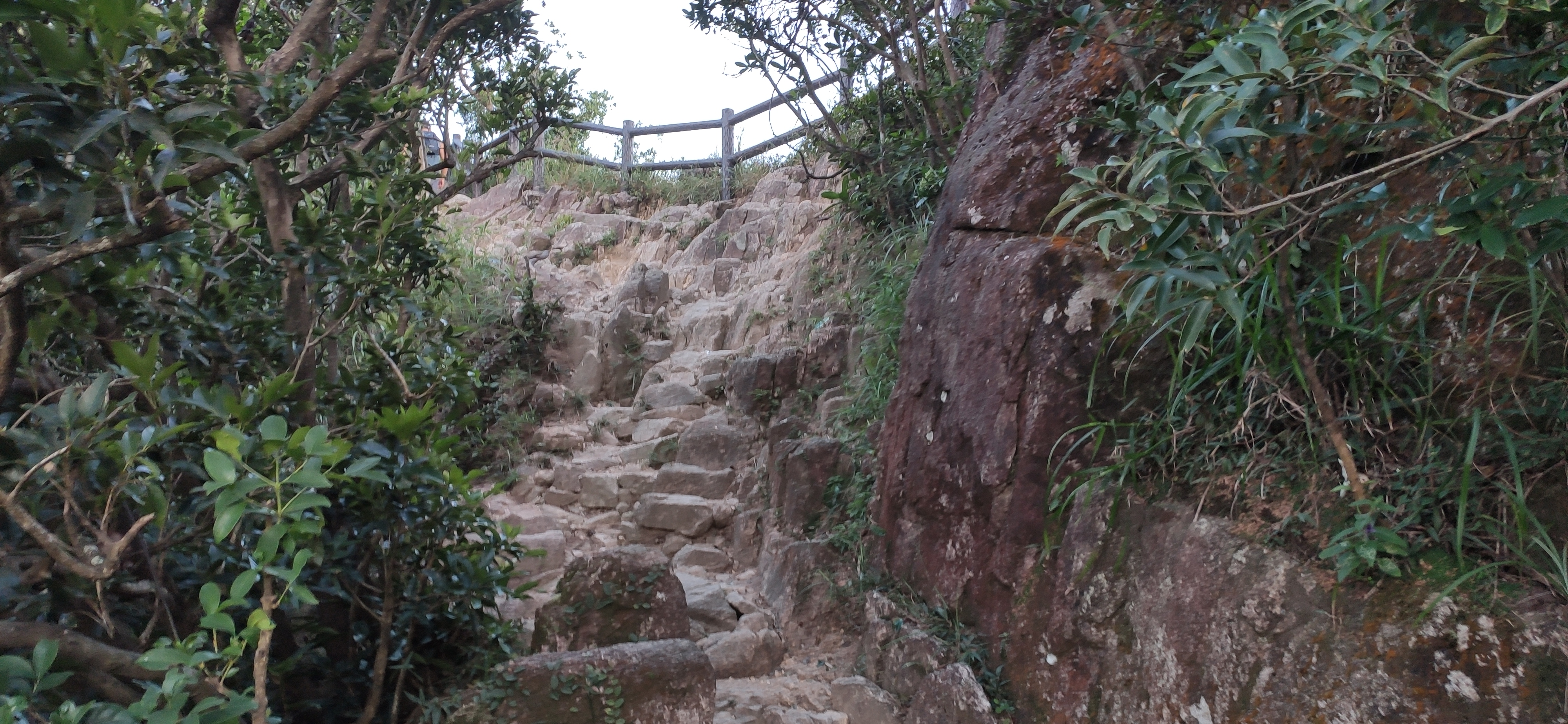
Одна зі стежин на вершину скелі

### Альпінізм
Місцеві альпіністські асоціації оцінюють Левову скелю як 6b, один з найвищих технічних рівнів у британській системі оцінки скелелазіння, яка доходить до 7b. Кілька ділянок стежок що ведуть на вершину скелі кам'янисті та не мають бар'єрних огорож, тому існує ризик впасти. Уряд розмістив численні знаки по всій стежці щоб попередити туристів про цю небезпеку. Не рекомендується робити селфі біля краю скель у туманні чи вологі дні або йти короткими шляхами до вершини, оскільки бувало декілька нещасних випадків серед відвідувачів, що намагалися це зробити.

### Нещасні випадки
Вершина скелі та її гребінь вузькі та круті, через що іноді трапляються нещасні випадки.
- 20 грудня 1982 року 14-річний британський хлопець впав зі 30-метрової скелі з голови лева і загинув.[12]
- 1 квітня 2007 року 48-річна жінка заблукала під час сходження на Левову скелю зі своїми супутниками, впала зі 100-метрової скелі та загинула.[13]
- 10 вересня 2008 року 26-річний чоловік впав із 40-метрової скелі та помер під час походу на Скелю Лева.[14]
- У листопаді 2011 року 73-річний турист впав зі скелі на вершині Скелі Лева та помер.[15]
- 12 березня 2016 року 22-річний хлопець самостійно піднявся на вершину скелі аби сфотографуватися. Він спіткнувся і впав зі скелі з висоти 400 метрів і помер.[16]
- 5 жовтня 2019 року жінку знайшли мертвою на глибині 20 метрів під західною скелею Скелі Лева.[17]
- 28 січня 2020 року чоловік впав зі скелі з Левової скелі та був знайдений на схилі 200 метрів під головою Лева.[18]
- 21 листопада 2020 року 56-річна жінка впала з висоти 30 метрів зі скелі під час підйому по підступній гірській стежці на південь від «Левового хвоста». Після 4-годинної рятувальної операції її було оголошено мертвою.[19]

## Дика природа
На скелі повзають мавпи, які можуть намагатися забрати їжу у туристів, і розуміють, що поліетиленові пакети можуть містити їжу. Ці мавпи називаються довгохвостими макаками і є нащадками домашніх тварин, випущених у дику природу в 1920-х роках. Уряд випустив цих макак аби захистити дерева, що оточують водойми біля Левової скелі від ліани під назвою Mikania micrantha, оскільки макаки любили харчуватися цією ліаною.
Отруйні змії активні у вечірній час, особливо в кінці літа або на початку осені перед сплячкою. Отруйних, але рідко смертельних видів змій як бамбукову гадюку можна побачити в цьому районі переважно вночі, тому відвідувачам не рекомендується заходити в кущі чи густу траву, де вони можуть ховатися. На бамбукову гадюку припадає понад 90 % усіх укусів змій у Гонконзі.

## Клімат
| Клімат Скелі Лева       | Клімат Скелі Лева | Клімат Скелі Лева | Клімат Скелі Лева | Клімат Скелі Лева | Клімат Скелі Лева | Клімат Скелі Лева | Клімат Скелі Лева | Клімат Скелі Лева | Клімат Скелі Лева | Клімат Скелі Лева | Клімат Скелі Лева | Клімат Скелі Лева | Клімат Скелі Лева |
| Показник                | Січ.              | Лют.              | Бер.              | Квіт.             | Трав.             | Черв.             | Лип.              | Серп.             | Вер.              | Жовт.             | Лист.             | Груд.             | Рік               |
| Середній максимум, °C   | 15,3              | 16,5              | 18,7              | 22,2              | 25,1              | 27,2              | 28,6              | 28,5              | 26,9              | 24,2              | 20,6              | 16,8              | 22,6              |
| Середня температура, °C | 12,5              | 13,6              | 15,9              | 19,7              | 22,7              | 24,7              | 25,5              | 25,5              | 24,2              | 21,5              | 18,0              | 14,0              | 14,0              |
| Середній мінімум, °C    | 10,1              | 11,4              | 13,7              | 17,7              | 21,0              | 23,0              | 23,5              | 23,4              | 22,3              | 19,7              | 15,9              | 11,6              | 17,8              |
| ----------------------- | ----------------- | ----------------- | ----------------- | ----------------- | ----------------- | ----------------- | ----------------- | ----------------- | ----------------- | ----------------- | ----------------- | ----------------- | ----------------- |